# تیلور هاوکینز
تیلور هاوکینز (انگلیسی: Taylor Hawkins؛ ۱۷ فوریه ۱۹۷۲ – ۲۵ مارس ۲۰۲۲) موسیقی‌دان آمریکایی بود که عمدتاً به عنوان درامر گروه فو فایترز شناخته می‌شود. او در سال ۱۹۹۷ وارد گروه فو فایترز شد و قبل از پیوستنش به این گروه، درامر توری (درامری که در تورها می‌نوازد) آلانیس موریست بود و در تورهای قرص کوچک دندانه‌دار و آلانیس موریست حضور داشت و علاوه بر آن، درامر گروه سیلویا هم بود. او سرانجام به عنوان درامر به گروه فو فایترز پیوست. او در سال ۲۰۰۵ عنوان «بهترین درامر راک» را از طرف مجله انگلیسی Rhythm دریافت کرد.
هاوکینز در تگزاس متولد شد و خانواده او در ۱۹۷۶ به کالیفرنیا مهاجرت کردند. او برادری به نام جیسون و خواهری به نام هتر دارد. او در بچگی با جون دیویسون، خواننده گروه یس دوست بود.
در ۲۵ مارس ۲۰۲۲، خدمات اورژانس به هتل Casa Medina در بوگوتا، کلمبیا، جایی که هاوکینز در اتاق هتل خود از درد قفسه سینه رنج می‌برد، فراخوانده شد.[۵۹] پرسنل بهداشتی وارد شدند و متوجه شدند که هاوکینز پاسخگو نیست. آنها CPR انجام دادند، اما او در ۵۰ سالگی مرده اعلام شد. هیچ دلیلی برای مرگ ذکر نشده‌است.
روز بعد، مقامات کلمبیایی اعلام کردند که آزمایش اولیه سم‌شناسی ادرار نشان داد که هاوکینز در زمان مرگ ده ماده در سیستم خود داشت، از جمله مواد افیونی، بنزودیازپین‌ها، داروهای ضد افسردگی سه حلقه ای و THC، ترکیب روانگردان موجود در حشیش.
گروه در بیانیه‌ای که در ۲۵ مارس در توییتر منتشر شد، مرگ هاوکینز را اعلام کرد و این موضوع را منعکس کرد که «روح موسیقایی و خنده‌های عفونی او برای همیشه با همه ما زنده خواهد ماند.»